# Saint-Viance
Saint-Viance é uma comuna francesa na região administrativa da Nova Aquitânia, no departamento de Corrèze. Estende-se por uma área de 16,23 km². Em 2010 a comuna tinha 1 910 habitantes (densidade: 117,7 hab./km²).